# Nauki chemiczne
Nauki chemiczne – grupa dyscyplin naukowych, która w Polsce w 2011 obejmowała:
- biochemię
- biotechnologię
- chemię
- ochronę środowiska
- technologię chemiczną